# Archaeorhizomyces
Classe
Ordre
Famille
Genre
Archaeorhizomyces est un genre de champignons ascomycètes, unique représentant de la classe des Archaeorhizomycetes.